# Fovrfeld Gravlund
Fovrfeld Gravlund er en centralkirkegård beliggende på Gravlundvej i Esbjerg, der har fået sit navn efter gravpladsen.
Der vides med sikkerhed, at 271 Commonwealth-piloter, 26 USAF-piloter og en enkelt fra Polen ligger begravet her. Antallet af tyskere kendes ikke. I 1948 blev de 26 amerikanere ført tilbage til USA for at blive genbegravede dér.[kilde mangler]
Det er den største i Skandinavien med allierede krigsgrave.
Der blev oprettet 5 Centralkirkegårde i Danmark under 2. verdenskrig på tysk foranledning.

## Ekstern henvisning
- Wikimedia Commons har flere filer relateret til Fovrfeld Gravlund

- Esbjerg (Fourfelt) Kirkegård hos Commonwealth War Graves Commission Arkiveret 2. april 2016 hos  Wayback Machine
- Fovrfeld Gravlund Arkiveret 3. februar 2012 hos  Wayback Machine
- Soldatergrave i Esbjerg hos volksbund.de Arkiveret 25. juni 2017 hos  Wayback Machine

55°29′31″N 8°24′56″Ø / 55.49194°N 8.41559°Ø